# Togo (filme)
Togo é um filme americano de drama e aventura de 2019 dirigido por Ericson Core e produzido pela Walt Disney Pictures. O filme centra-se em Leonhard Seppala e seu cão líder de trenó na corrida do soro de 1925 para Nome para transportar o soro da antitoxina diftérica através de condições adversas durante uma epidemia de difteria.
O filme é estrelado por Willem Dafoe, Julianne Nicholson, Christopher Heyerdahl, Michael Gaston, Michael McElhatton, Jamie McShane, Michael Greyeyes, Thorbjørn Harr, Shaun Benson e Nikolai Nikolaeff. Foi lançado no Disney+ em 20 de dezembro de 2019.

## Enredo
O filme passa entre o musher Leonhard Seppala criando seu cachorro Togo e a corrida do soro de 1925 para Nome.
Em 1913, Seppala e sua esposa Constance dão as boas-vindas a um filhote recém-nascido do Husky Siberiano . Enquanto Seppala insiste em aposentá-lo imediatamente devido ao seu estado pequeno e fraco, Constance o convence a criá-lo com os outros. O filhote de cachorro Husky acaba sendo um punhado, pois constantemente foge do canil para usurpar a equipe de cães de Seppala enquanto os está treinando. Depois de tentar se livrar do Husky duas vezes, Seppala decide fazê-lo correr com os outros onde, para seu espanto, descobre que tem energia o suficiente para ultrapassar os outros cães. Ele decide chamá-lo de Togo, em homenagem ao almirante Tōgō Heihachirō, e treina-o totalmente até o ponto em que vence o All Alaska Sweepstakes, ganhando para Togo e para si mesmo alguma fama local.
Em 1925, ocorre um surto de difteria; afetando principalmente crianças. O prefeito George Maynard planeja mandar o soro de Nenana, mas isso é impossível devido à severidade do clima. Eventualmente, Seppala é convencido a levar Togo e os outros cães para coletar o soro e correr de volta. Constance fica preocupada porque Togo tem 12 anos (na idade de cachorro ), mas Seppala insiste em ir. Seppala e sua equipe atravessam o tempo tempestuoso e fazem uma pausa em um posto avançado, onde um médico local chamado Atiqtalik diz a ele que Togo está cansado. Seppala continua por milhas; tomando um atalho perigoso através do Norton Sound agora congelado.
Eventualmente, Seppala se encontra com um colega musher, Henry Ivanov, que estava trazendo o soro de volta e ele pode partir no dia seguinte. Seppala e sua equipe cruzam o Sound novamente, onde ele é forçado a fazer Togo puxar um pedaço de gelo no qual eles estão presos quando o Sound começa a quebrar. Ao reunir-se com Atiqtalik, ela diz a ele que Togo está morrendo. No entanto, Seppala leva sua equipe de volta ao posto avançado de Joe Dexter enquanto ele, Togo e a equipe se recuperam. O soro é passado para o companheiro musher Gunnar Kaasen, que chega de volta em Nome. Um repórter, confundindo-o por ser o único musher, anuncia seu cachorro Balto como o herói que salvou Nome, decepcionando Constance.
Seppala retorna a Nome mais tarde, onde toda a cidade vai a sua casa para celebrar o sucesso de Togo. Seppala mais tarde fica chateada quando uma garota curada chamada Sally deduz que Togo está morrendo. Seppala pretende continuar treinando seus cães sem Togo (que sofreu uma pequena lesão durante a corrida), mas ele se recusa a parar e persegue Seppala que o recebe de braços abertos. Nos dois anos seguintes, Togo recebe seus próprios filhotes que se revelaram famosos por seus próprios méritos. Togo eventualmente falece em 1929 com Seppala continuando a treinar cães. Um cartão de título no final revela que, embora Balto tenha recebido uma estátua em sua homenagem, Togo é lembrado por ter feito a corrida mais longa e por ser o verdadeiro herói de Nome. 

## Elenco
- Willem Dafoe como Leonhard Seppala
- Diesel como Togo
- Julianne Nicholson como Constance Seppala
- Christopher Heyerdahl como Mayor George Maynard
- Richard Dormer como Dr. Curtis Welch
- Adrien Dorval como Bill Clark
- Madeline Wickins como Sally Burdett
- Michael Greyeyes como Amituk
- Nive Nielsen como Atiqtalik
- Nikolai Nikolaeff como Dan Murphy
- Thorbjørn Harr como Charlie Olsen
- Catherine McGregor como Sarah Foley
- Michael McElhatton como Jafet Lindeberg
- Paul Piaskowski como Max Adams
- Michael Gaston como Joe Dexter
- Shaun Benson como Gunnar Kaasen
- Jamie McShane como Scotty Allan
- Zahn McClarnon como Tulimak
- Brandon Oakes como Henry Ivanoff
- Steven McCarthy como Dev Burdett

## Produção
Em 28 de outubro de 2015, foi anunciado que a Walt Disney Pictures estava desenvolvendo um filme sobre a corrida do soro de 1925 para Nome com foco no cão de trenó Togo e seu dono Leonhard Seppala. O roteiro seria escrito por Tom Flynn e a produção supervisionada por Jessica Virtue e Louie Provost para a Disney.
Em 16 de maio de 2018, foi anunciado que Ericson Core dirigiria o filme, que Kim Zubick atuaria como produtora e que o filme estrearia na Disney+. Além disso, foi anunciado que Willem Dafoe estrelaria o filme como Leonhard Seppala, o proprietário do Togo. Em 10 de dezembro de 2018, foi relatado que Thorbjørn Harr havia se juntado ao elenco do filme.
A fotografia principal do filme começou em 21 de setembro de 2018 e terminou em fevereiro de 2019 em Cochrane, Alberta.
A maioria dos cães apresentados neste filme são do canil The Snowy Owl Sled Dog Tours Inc. localizado em Canmore, AB. Hugo e Mackey de Snowy Owl foram usados ao longo do filme como dublês para o rosto de Togo, Diesel. Diesel, o principal ator canino que interpreta Togo, é um Husky Siberiano registrado no CKC de Newfoundland, CA . Ele é um descendente direto do Togo na vida real, remontando a 14 gerações .

## Precisão histórica
O filme, em sua maior parte, permanece fiel à história de Leonhard Seppala e Togo. Dois dos momentos mais "cinematográficos" do filme que realmente aconteceram na vida real incluem Togo escapando de seu segundo dono pulando por uma janela de vidro e Togo usando sua força para puxar o trenó de Seppala para fora do Norton Sound. O filme, no entanto, exclui Sigrid, filha de Seppala e Constance, que estava entre as muitas crianças que corriam o risco de contrair difteria. A reação de Seppala ao fato de Balto receber o crédito não é mostrada, embora Constance se mostre bastante irritada com a notícia. Na vida real, Seppala expressou abertamente sua desaprovação da confusão do herói cão. Além disso, o filme mostra a equipe de trenó de Seppala composta por 11 cães, sendo Togo o único cão líder. Na vida real, havia apenas 6 cães na equipe de Seppala, e Togo foi ajudado a liderar por outro cão chamado Fritz. Além disso, no filme, a equipe de Gunnar Kaasen é composta por apenas 10 cães. Na vida real, a equipe de Kaasen era formada por 13 cães. Além disso, Balto lembra muito a maneira como ele era na vida real, exceto que ele tinha olhos azuis em oposição aos olhos castanhos escuros que ele tinha na vida real. O filme também mostra Togo vivendo o resto de seus dias com Seppala enquanto na vida real, Togo foi dado a uma companheira musher chamada Elizabeth Ricker no Maine. Ao despedir-se do seu melhor cão, Seppala afirmou: "Foi uma despedida triste numa manhã fria e cinzenta de março, quando Togo levantou uma pequena pata até ao meu joelho, como se questionasse porque é que não ia comigo. Nunca tive cachorro melhor do que o Togo. Sua resistência, lealdade e inteligência não podiam ser melhoradas. Togo foi o melhor cão que já percorreu a trilha do Alasca." Seppala visitou o Togo algumas vezes e estava ao seu lado quando foi sacrificado.

## Lançamento
Togo foi originalmente programado para ser lançado na Disney+ em 13 de dezembro de 2019, mas acabou sendo movido e lançado uma semana depois, em 20 de dezembro de 2019.

## Recepção
No agregador de crítica Rotten Tomatoes, o filme tem um índice de aprovação de 91% e uma classificação média de 8/10, com base em 34 resenhas. O consenso crítico do site diz: "Uma história cativante e emocionante que se beneficia muito de suas estrelas (caninas e humanas), Togo é uma história atemporal, bem contada."  No Metacritic, o filme tem uma pontuação média ponderada de 69 em 100, com base em 8 críticos, indicando "críticas geralmente favoráveis".

### Nomeações
| Prêmio                          | Data de cerimônia      | Categoria                     | Destinatário (s) | Resultado | Ref.   |
| ------------------------------- | ---------------------- | ----------------------------- | ---------------- | --------- | ------ |
| Prêmio Writers Guild of America | 1 de fevereiro de 2020 | Televisão: Original Long Form | Tom Flynn        | Indicado  | [ 16 ] |